# Треугольник Зуко
Треугольник Зуко — это трилемма свойств имён участников сетевых протоколов.
- Понятные человеку: осмысленные и запоминающиеся (с низкой энтропией) имена.
- Защищённые: размер ущерба, который может нанести системе злоумышленник, должен быть как можно ниже.
- Децентрализованные: по имени можно определить обозначаемую сущность, не обращаясь к центральной службе или специальному авторитетному источнику.

## Обзор
Зуко Вилкокс предположил, что нельзя достичь выполнение более чем двух свойств одновременно. Например, технология DNSSec предлагает безопасную удобочитаемую схему именования, которая не застрахована от компрометации корневым узлом; .onion-адреса и биткойн-адреса — защищены и децентрализованы, но они сложно воспринимаются человеком; в I2P используются службы перевода имён, которые являются безопасными (так как выполняются локально) и обеспечивают человекопонятные имена, но эти имена не могут использоваться глобально в децентрализованной сети без существования авторитетных узлов.

## Решения
Было создано несколько систем, демонстрирующих все три свойства треугольника Зуко, в том числе:
- В статье программиста Ника Сзабо «Защищенные названия с авторитетом владельца» показано, что все три свойства могут быть достигнуты до пределов Византийской отказоустойчивости[2].
- Активист Аарон Шварц описал систему доменных имён на блокчейне.[3] Подобные системы остаются уязвимыми для «атаки Сивиллы»[4], но безопасны в рамках безопасности самого блокчейна. Namecoin сейчас реализует эту концепцию.

Несколько платформ реализуют опровержения предположения Зуко, в том числе: Twister (использует bitcoin-протокол), Blockstack (может работать на любом блокчейне, в настоящее время использует Биткойн), Namecoin (отдельный блокчейн), Monero OpenAlias.